# Saison 2017-2018 du Burnley FC
Chronologie
Saison précédente Saison suivante
La saison 2017-2018 du Burnley FC est la 4e saison du club en Premier League. Le club est en compétition pour le Championnat d'Angleterre, la Coupe d'Angleterre et la Coupe de la Ligue anglaise.

## Équipe première

### Effectif
| N°                 | Nat                                 | Nom                      | Date de naissance (Âge) | Depuis          | Matchs          | Buts            | En provenance de        |
| Gardiens de but    | Gardiens de but                     | Gardiens de but          | Gardiens de but         | Gardiens de but | Gardiens de but | Gardiens de but | Gardiens de but         |
| ------------------ | ----------------------------------- | ------------------------ | ----------------------- | --------------- | --------------- | --------------- | ----------------------- |
| 1                  | Drapeau de l'Angleterre             | Tom Heaton (capitaine)   | 15 avril 1986           | 2013            | 174             | 0               | Bristol City            |
| 29                 | Drapeau de l'Angleterre             | Nick Pope                | 19 avril 1992           | 2016            | 4               | 0               | Charlton Athletic       |
| 30                 | Drapeau de l'Angleterre             | Adam Legzdins            | 28 novembre 1986        | 2017            | 0               | 0               | Birmingham City         |
| Défenseurs         |                                     |                          |                         |                 |                 |                 |                         |
| 2                  | Drapeau de l'Angleterre             | Matthew Lowton           | 9 juin 1989             | 2015            | 63              | 1               | Aston Villa             |
| 3                  | Drapeau de l'Angleterre             | Charlie Taylor           | 18 septembre 1993       | 2017            | 0               | 0               | Leeds United            |
| 5                  | Drapeau de l'Angleterre             | James Tarkowski          | 19 novembre 1992        | 2016            | 27              | 0               | Brentford               |
| 6                  | Drapeau de l'Angleterre             | Ben Mee (vice-capitaine) | 21 septembre 1989       | 2012            | 216             | 6               | Manchester City         |
| 23                 | Drapeau de la République irlandaise | Stephen Ward             | 20 août 1985            | 2014            | 74              | 3               | Wolverhampton Wanderers |
| 26                 | Drapeau de l'Écosse                 | Phil Bardsley            | 28 juin 1985            | 2017            | 0               | 0               | Stoke City              |
| 28                 | Drapeau de la République irlandaise | Kevin Long               | 18 août 1990            | 2009            | 33              | 1               | Cork City               |
| 34                 | Drapeau de l'Angleterre             | Tom Anderson             | 2 septembre 1993        | 2012            | 0               | 0               | Centre de formation     |
| Milieux de terrain |                                     |                          |                         |                 |                 |                 |                         |
| 4                  | Drapeau de l'Angleterre             | Jack Cork                | 25 juin 1989            | 2017            | 57              | 4               | Swansea City            |
| 8                  | Drapeau de l'Angleterre             | Dean Marney              | 31 janvier 1984         | 2010            | 221             | 10              | Hull City               |
| 12                 | Drapeau de la République irlandaise | Robbie Brady             | 14 janvier 1992         | 2017            | 14              | 1               | Norwich City            |
| 13                 | Drapeau de la République irlandaise | Jeff Hendrick            | 31 janvier 1992         | 2016            | 35              | 2               | Derby County            |
| 16                 | Drapeau de la Belgique              | Steven Defour            | 15 avril 1988           | 2016            | 24              | 2               | RSC Anderlecht          |
| 17                 | Drapeau de l'Islande                | Jóhann Berg Guðmundsson  | 27 octobre 1990         | 2016            | 24              | 1               | Charlton Athletic       |
| 18                 | Drapeau de l'Angleterre             | Ashley Westwood          | 1er avril 1990          | 2017            | 10              | 0               | Aston Villa             |
| 20                 | Drapeau de la Norvège               | Fredrik Ulvestad         | 17 juin 1992            | 2015            | 10              | 0               | Aalesunds               |
| 37                 | Drapeau du Canada                   | Scott Arfield            | 1er novembre 1988       | 2013            | 173             | 20              | Huddersfield Town       |
| Attaquants         |                                     |                          |                         |                 |                 |                 |                         |
| 9                  | Drapeau du pays de Galles           | Sam Vokes                | 21 octobre 1989         | 2012            | 206             | 56              | Wolverhampton Wanderers |
| 10                 | Drapeau de l'Autriche               | Ashley Barnes            | 30 octobre 1989         | 2014            | 97              | 14              | Brighton & Hove Albion  |
| 11                 | Drapeau de la Nouvelle-Zélande      | Chris Wood               | 7 décembre 1991         | 2017            | 0               | 0               | Leeds United            |
| 19                 | Drapeau de la République irlandaise | Jonathan Walters         | 20 septembre 1983       | 2017            | 0               | 0               | Stoke City              |
| 32                 | Drapeau de l'Angleterre             | Daniel Agyei             | 1er juin 1997           | 2015            | 3               | 0               | AFC Wimbledon           |

### Staff managérial
| Emploi                     | Staff            |
| -------------------------- | ---------------- |
| Entraîneur                 | Sean Dyche       |
| Entraîneur adjoint         | Ian Woan         |
| Entraîneur de l'équipe pro | Tony Loughlan    |
| Entraîneur des gardiens    | Billy Mercer     |
| Physiothérapeute           | Alasdair Beattie |
| Physiothérapeute           | Ally Beattie     |
| Docteur                    | Simon Morris     |

Source : http://www.burnleyfootballclub.com

### Tenues
Équipementier : Puma
Sponsor : Dafabet
| Domicile | Extérieur | Autre |

## Transferts

### Mercato d'été

#### Arrivées
| Numéro | Poste | Joueur           | En provenance de | Montant         | Date            | Source |
| ------ | ----- | ---------------- | ---------------- | --------------- | --------------- | ------ |
| 3      | DEF   | Charlie Taylor   | Leeds United     | Transfert libre | 6 juillet 2017  | [ 1 ]  |
| 19     | ATT   | Jonathan Walters | Stoke City       | 2,3 M€          | 7 juillet 2017  | [ 2 ]  |
| 4      | MIL   | Jack Cork        | Swansea City     | 9,1 M€          | 11 juillet 2017 | [ 3 ]  |
| 26     | DEF   | Phil Bardsley    | Stoke City       | 840 000 €       | 25 juillet 2017 | [ 4 ]  |
| 30     | GB    | Adam Legzdins    | Birmingham City  | Indéfini        | 8 août 2017     | [ 5 ]  |
| 11     | ATT   | Chris Wood       | Leeds United     | 16,4 M€         | 21 août 2017    | [ 6 ]  |

#### Départs
| Numéro | Poste | Joueur          | Destination         | Montant            | Date            | Source |
| ------ | ----- | --------------- | ------------------- | ------------------ | --------------- | ------ |
| 19     | MIL   | Joey Barton     |                     | Résiliation        | 30 juin 2016    | [ 7 ]  |
| 17     | GB    | Paul Robinson   | Départ en retraite  | Départ en retraite | 30 juin 2016    | [ 8 ]  |
| 11     | MIL   | Michael Kightly | Southend United     | Transfert libre    | 30 juin 2016    | [ 9 ]  |
| 21     | MIL   | George Boyd     | Sheffield Wednesday | Transfert libre    | 30 juin 2016    | [ 10 ] |
| 5      | DEF   | Michael Keane   | Everton             | 28,5 M€            | 3 juillet 2016  | [ 11 ] |
| 18     | ATT   | Rouwen Hennings | Fortuna Düsseldorf  | Transfert libre    | 7 juillet 2016  | [ 12 ] |
| 27     | DEF   | Tendayi Darikwa | Nottingham Forest   | Indéfini           | 26 juillet 2016 | [ 13 ] |
| 7      | ATT   | Andre Gray      | Watford             | 20,4 M€            | 9 août 2016     | [ 14 ] |

##### Prêts
| Numéro | Poste | Joueur     | Destination      | Début           | Fin          | Source |
| ------ | ----- | ---------- | ---------------- | --------------- | ------------ | ------ |
| 24     | ATT   | Chris Long | Northampton Town | 28 juillet 2017 | 30 juin 2018 | [ 15 ] |

### Activité globale
| Mercato d'été : 28,64 M€ Mercato d'hiver : 0 M€ Total : 28,64 M€ | Mercato d'été : 48,9 M€ Mercato d'hiver : 0 € Total : 48,9 M€ | Mercato d'été : 20,26 M€ Mercato d'hiver : 0 M€ Total : 20,26 M€ |

## Compétitions

### Premier League

#### Classement
| Rang | Équipe         | Pts | J  | G  | N  | P  | Bp | Bc | Diff | Qualification ou relégation                                             |
| ---- | -------------- | --- | -- | -- | -- | -- | -- | -- | ---- | ----------------------------------------------------------------------- |
| 5    | Chelsea FC T C | 70  | 38 | 21 | 7  | 10 | 62 | 38 | +24  | Qualification pour la phase de groupes de la Ligue Europa               |
| 6    | Arsenal FC S   | 63  | 38 | 19 | 6  | 13 | 74 | 51 | +23  | Qualification pour la phase de groupes de la Ligue Europa               |
| 7    | Burnley FC     | 54  | 38 | 14 | 12 | 12 | 36 | 39 | −3   | Qualification pour le deuxième tour de qualification de la Ligue Europa |
| 8    | Everton FC     | 49  | 38 | 13 | 10 | 15 | 44 | 58 | −14  |                                                                         |
| 9    | Leicester City | 47  | 38 | 12 | 11 | 15 | 56 | 60 | −4   |                                                                         |